# Seleção Japonesa de Voleibol Masculino

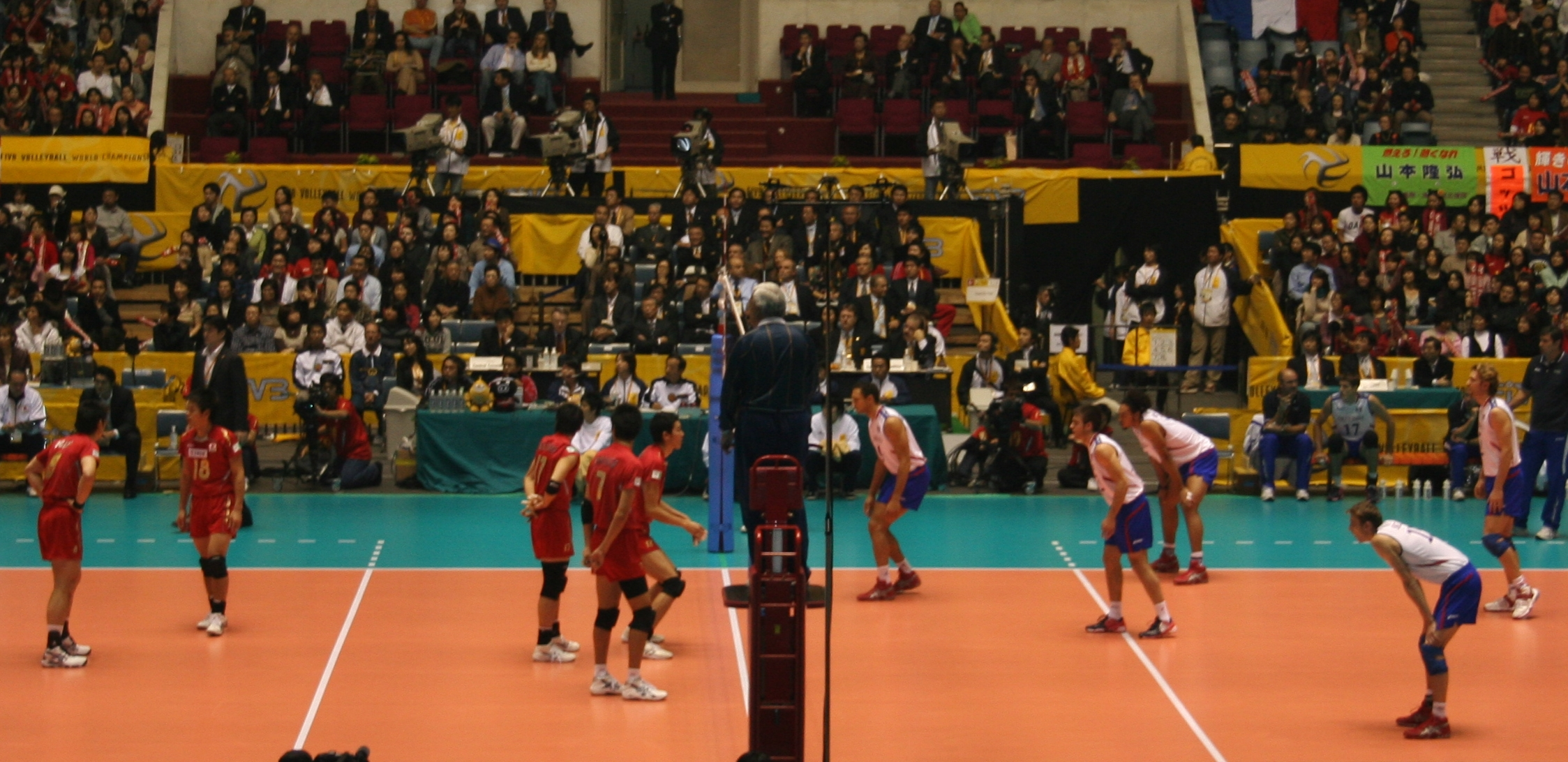
Seleção japonesa (esquerda) contra a seleção francesa (direita) no Campeonato Mundial de 2006.

A seleção japonesa de voleibol masculino é uma equipe asiática composta pelos melhores jogadores de voleibol do Japão. A equipe é mantida pela Associação Japonesa de Voleibol (em inglês:  Japan Volleyball Association). Encontra-se na 6ª posição do ranking mundial da FIVB segundo dados de 31 de agosto de 2024.
A esquadra asiática começou a fazer um papel importante em competições internacionais nos anos 1960, marcando um oitavo lugar ao Campeonato Mundial inaugural deles no Brasil em 1960. O voleibol japonês estava em predomínio naquele momento e a seleção nacional foi quinto lugar nos próximos dois Campeonatos Mundiais na União Soviética (1962) e Tchecoslováquia (1966).
O Japão uniu-se a elite mundial no começo da próxima década ganhando o bronze duas vezes nos Campeonatos Mundiais na Bulgária (1970) e México (1974). Também fez um papel principal em torneios Olímpicos, alcançando o pódio três vezes seguidas, ganhando a medalha de bronze em 1964 nas Olimpíadas de Verão em Tóquio, quatro anos depois foi prata no México e triunfando finalmente em Munique (1972). O Campeonato Mundial de Voleibol Masculino de 1982 na Argentina também viu o Japão que terminou em quarto lugar. O país tem esperado desde então por mais um grande sucesso.

## Resultados obtidos nos principais campeonatos

### Jogos Olímpicos
| Ano  | Sede             | Classificação |
| ---- | ---------------- | ------------- |
| 1964 | Tóquio           | 3º            |
| 1968 | Cidade do México | 2º            |
| 1972 | Munique          | 1º            |
| 1976 | Montreal         | 4º            |
| 1984 | Los Angeles      | 7º            |
| 1988 | Seul             | 10º           |
| 1992 | Barcelona        | 6º            |
| 2008 | Pequim           | 11º           |
| 2020 | Tóquio           | 7º            |
| 2024 | Paris            | 7º            |

### Campeonato Mundial
| Ano  | Sede                | Classificação |
| ---- | ------------------- | ------------- |
| 1960 | Brasil              | 8º            |
| 1962 | União Soviética     | 5º            |
| 1966 | Tchecoslováquia     | 5º            |
| 1970 | Bulgária            | 3º            |
| 1974 | México              | 3º            |
| 1978 | Itália              | 11º           |
| 1982 | Argentina           | 4º            |
| 1986 | França              | 10º           |
| 1990 | Brasil              | 11º           |
| 1994 | Grécia              | 9º            |
| 1998 | Japão               | 15º           |
| 2002 | Argentina           | 9º            |
| 2006 | Japão               | 8º            |
| 2010 | Itália              | 13º           |
| 2018 | Bulgária / Itália   | 20º           |
| 2022 | Eslovênia / Polónia | 12º           |

### Copa do Mundo
| Ano  | Sede              | Classificação |
| ---- | ----------------- | ------------- |
| 1965 | Polónia           | 4º            |
| 1969 | Alemanha Oriental | 2º            |
| 1977 | Japão             | 2º            |
| 1981 | Japão             | 6º            |
| 1985 | Japão             | 6º            |
| 1989 | Japão             | 6º            |
| 1991 | Japão             | 4º            |
| 1995 | Japão             | 5º            |
| 1999 | Japão             | 10º           |
| 2003 | Japão             | 9º            |
| 2007 | Japão             | 9º            |
| 2011 | Japão             | 10º           |
| 2015 | Japão             | 6º            |
| 2019 | Japão             | 4º            |
| 2023 | Japão             | 2º            |

### Copa dos Campeões
| Ano  | Sede  | Classificação |
| ---- | ----- | ------------- |
| 1993 | Japão | 4º            |
| 1997 | Japão | 5º            |
| 2001 | Japão | 5º            |
| 2005 | Japão | 4º            |
| 2009 | Japão | 3º            |
| 2013 | Japão | 6º            |
| 2017 | Japão | 6º            |

### Liga das Nações
| Ano  | Sede    | Classificação |
| ---- | ------- | ------------- |
| 2018 | Lille   | 12º           |
| 2019 | Chicago | 10º           |
| 2021 | Rimini  | 11º           |
| 2022 | Bolonha | 5º            |
| 2023 | Gdansk  | 3º            |
| 2024 | Łódź    | 2°            |
| 2025 | Ningbo  | 6°            |

### Liga Mundial
| Ano  | Sede                  | Classificação |
| ---- | --------------------- | ------------- |
| 1990 | Osaka                 | 5º            |
| 1991 | Milão                 | 7º            |
| 1992 | Gênova                | 10º           |
| 1993 | São Paulo             | 5º            |
| 1994 | Milão                 | 7º            |
| 1995 | Rio de Janeiro        | 8º            |
| 1996 | Roterdã               | 9º            |
| 1997 | Moscou                | 12º           |
| 2001 | Katowice              | 9º            |
| 2002 | Belo Horizonte–Recife | 13º           |
| 2003 | Madri                 | 13º           |
| 2004 | Roma                  | 10º           |
| 2005 | Belgrado              | 10º           |
| 2006 | Moscou                | 13º           |
| 2007 | Katowice              | 13º           |
| 2008 | Rio de Janeiro        | 6º            |
| 2009 | Belgrado              | 15º           |
| 2011 | Gdańsk–Sopot          | 15º           |
| 2012 | Sófia                 | 15º           |
| 2013 | Mar del Plata         | 18º           |
| 2014 | Florença              | 19º           |
| 2015 | Rio de Janeiro        | 13º           |
| 2016 | Cracóvia              | 24º           |
| 2017 | Curitiba              | 14º           |

### Campeonato Asiático
| Ano  | Sede              | Classificação |
| ---- | ----------------- | ------------- |
| 1975 | Melbourne         | 1º            |
| 1979 | Manama            | 3º            |
| 1983 | Tóquio            | 1º            |
| 1987 | Kuwait            | 1º            |
| 1989 | Seul              | 2º            |
| 1991 | Perth             | 1º            |
| 1993 | Nakhon Ratchasima | 3º            |
| 1995 | Seul              | 1º            |
| 1997 | Doha              | 2º            |
| 1999 | Teerã             | 4º            |
| 2001 | Changwon          | 3º            |
| 2003 | Tianjin           | 6º            |
| 2005 | Suphanburi        | 1º            |
| 2007 | Jacarta           | 2º            |
| 2009 | Manila            | 1º            |
| 2011 | Teerã             | 5º            |
| 2013 | Dubai             | 4º            |
| 2015 | Teerã             | 1º            |
| 2017 | Gresik            | 1º            |
| 2019 | Teerã             | 3º            |
| 2021 | Chiba–Funabashi   | 2º            |
| 2023 | Úrmia             | 1º            |

### Copa Asiática
| Ano  | Sede              | Classificação |
| ---- | ----------------- | ------------- |
| 2008 | Nakhon Ratchasima | 4º            |
| 2010 | Urmia             | 8º            |
| 2012 | Vinh Yen          | 3º            |
| 2014 | Almaty            | 6º            |
| 2016 | Nakhon Pathom     | 3º            |
| 2018 | Taipei            | 3º            |
| 2022 | Nakhon Pathom     | 2º            |

### Jogos Asiáticos
| Ano  | Sede             | Classificação |
| ---- | ---------------- | ------------- |
| 1958 | Tóquio           | 1º            |
| 1962 | Jakarta          | 1º            |
| 1966 | Banguecoque      | 1º            |
| 1970 | Banguecoque      | 1º            |
| 1974 | Teerã            | 1º            |
| 1978 | Banguecoque      | 2º            |
| 1982 | Nova Deli        | 1º            |
| 1986 | Seoul            | 4º            |
| 1990 | Pequim           | 4º            |
| 1994 | Hiroshima        | 1º            |
| 1998 | Banguecoque      | 4º            |
| 2002 | Busan            | 3º            |
| 2006 | Doha             | 5º            |
| 2010 | Guangzhou        | 1º            |
| 2014 | Incheon          | 2º            |
| 2018 | Jacarta–Palimbão | 5º            |

## Medalhas
| Evento               | Ouro | Prata | Bronze | Total |
| -------------------- | ---- | ----- | ------ | ----- |
| Jogos Olímpicos      | 1    | 1     | 1      | 3     |
| Campeonato Mundial   | 0    | 0     | 2      | 2     |
| Liga das Nações      | 0    | 0     | 1      | 1     |
| Copa do Mundo        | 0    | 3     | 0      | 3     |
| Copa dos Campeões    | 0    | 0     | 1      | 1     |
| Liga Mundial         | 0    | 0     | 0      | 0     |
| Campeonato Asiático  | 10   | 2     | 2      | 14    |
| Copa Asiática        | 0    | 1     | 3      | 4     |
| Jogos Asiáticos      | 8    | 2     | 2      | 12    |
| Jogos da Boa Vontade | 0    | 0     | 1      | 1     |
| Total                | 19   | 9     | 13     | 41    |

## Elenco atual
Lista de jogadores de acordo com a última convocação para o Campeonato Mundial de 2023.
Técnico:  Philippe Blain
| Camisa | Nome              | Idade | Posição    | Altura (m) | Peso (kg) | Clube atual        |
| ------ | ----------------- | ----- | ---------- | ---------- | --------- | ------------------ |
| 1      | Yūji Nishida      | 24    | Oposto     | 1,87       | 89        | Panasonic Panthers |
| 2      | Taishi Onodera    | 27    | Central    | 2,01       | 98        | Suntory Sunbirds   |
| 3      | Akihiro Fukatsu   | 36    | Levantador | 1,83       | 68        | Tokyo Greatbears   |
| 4      | Kento Miyaura     | 25    | Oposto     | 1,90       | 86        | Paris Volley       |
| 5      | Tatsunori Otsuka  | 23    | Ponteiro   | 1,94       | 80        | Allianz Milano     |
| 6      | Akihiro Yamauchi  | 30    | Central    | 2,04       | 85        | Panasonic Panthers |
| 7      | Kenta Takanashi   | 27    | Ponteiro   | 1,90       | 85        | Wolfdogs Nagoya    |
| 8      | Masahiro Sekita   | 30    | Levantador | 1,75       | 72        | JTEKT Stings       |
| 10     | Kentaro Takahashi | 29    | Central    | 2,03       | 93        | Toray Arrows       |
| 11     | Shoma Tomita      | 26    | Ponteiro   | 1,90       | 80        | Toray Arrows       |
| 12     | Ran Takahashi     | 22    | Ponteiro   | 1,88       | 72        | Suntory Sunbirds   |
| 13     | Tomohiro Ogawa    | 27    | Líbero     | 1,75       | 66        | Wolfdogs Nagoya    |
| 14     | Yūki Ishikawa     | 28    | Ponteiro   | 1,92       | 84        | Sir Safety Perugia |
| 15     | Masato Kai        | 20    | Ponteiro   | 2,00       | 79        | Paris Volley       |